# Namaština
Namaština (nama), známá též jako khoe-khoe nebo khoekhoegowab, dříve nesprávně též jako hotentotština (nama je jen jedním z hotentotských jazyků), je jazykem hotentotské národnosti Nama (Namaqua) rozšířené zejména v jihoafrickém státě Namibie (asi 192 000 mluvčích včetně dialektu Haiǁom), dále pak v Jižní Africe (asi 56 000 mluvčích) a Botswaně (1500 mluvčích).
Namaština patří spolu s koranštinou (kora, !ora) k hotentotské (kojkojské) větvi kojsanských jazyků. Typologicky se řadí k jazykům izolačním s polysyntetickými prvky.
Slovní zásoba je z velké části původní s výpůjčkami z okolních jazyků bantuských a angličtiny.
Namaština se zapisuje upravenou latinkou doplněnou o zvláštní znaky pro mlaskavé hlásky (mlaskavky) !, |, ǁ nebo #, nosové hlásky (nazály) apod.

## Příklady

### Číslovky
| Namašsky | Česky |
| gui      | jeden |
| gam      | dva   |
| !nona    | tři   |
| haka     | čtyři |
| koro     | pět   |
| !nani    | šest  |
| hû       | sedm  |
| ǁkhaisa  | osm   |
| khoese   | devět |
| disi     | deset |